# Красимира Богданова
Красимира Богданова (5 червня 1949 — 10 березня 1992) — болгарська баскетболістка.
Срібна призерка Олімпійських ігор 1980 року.
Бронзова призерка Олімпійських ігор 1976 року.